# Politiezone Aalst
Politiezone Aalst (nummer 5440) is een Belgische politiezone. Het werkgebied van de PZ Aalst omvat de Oost-Vlaamse stad Aalst met haar deelgemeentes Herdersem, Moorsel, Baardegem, Meldert, Nieuwerkerken, Gijzegem, Hofstade en Erembodegem die samen ongeveer 91.000 inwoners tellen. De zone ligt binnen het gerechtelijk arrondissement Oost-Vlaanderen.

## Organisatie
De Belgische politie bestaat uit twee niveaus: de federale en de lokale politie. De lokale politie bestaat uit 182 politiezones (143 meergemeentenzones en 39 ééngemeentezones).
De politiezone Aalst is een ééngemeentezone georganiseerd in drie directies met elk hun directeur onder leiding van de Korpschef:  
- Directie BasisPolitieZorg
- Directie Mens en Organisatie
- Directie Netwerken

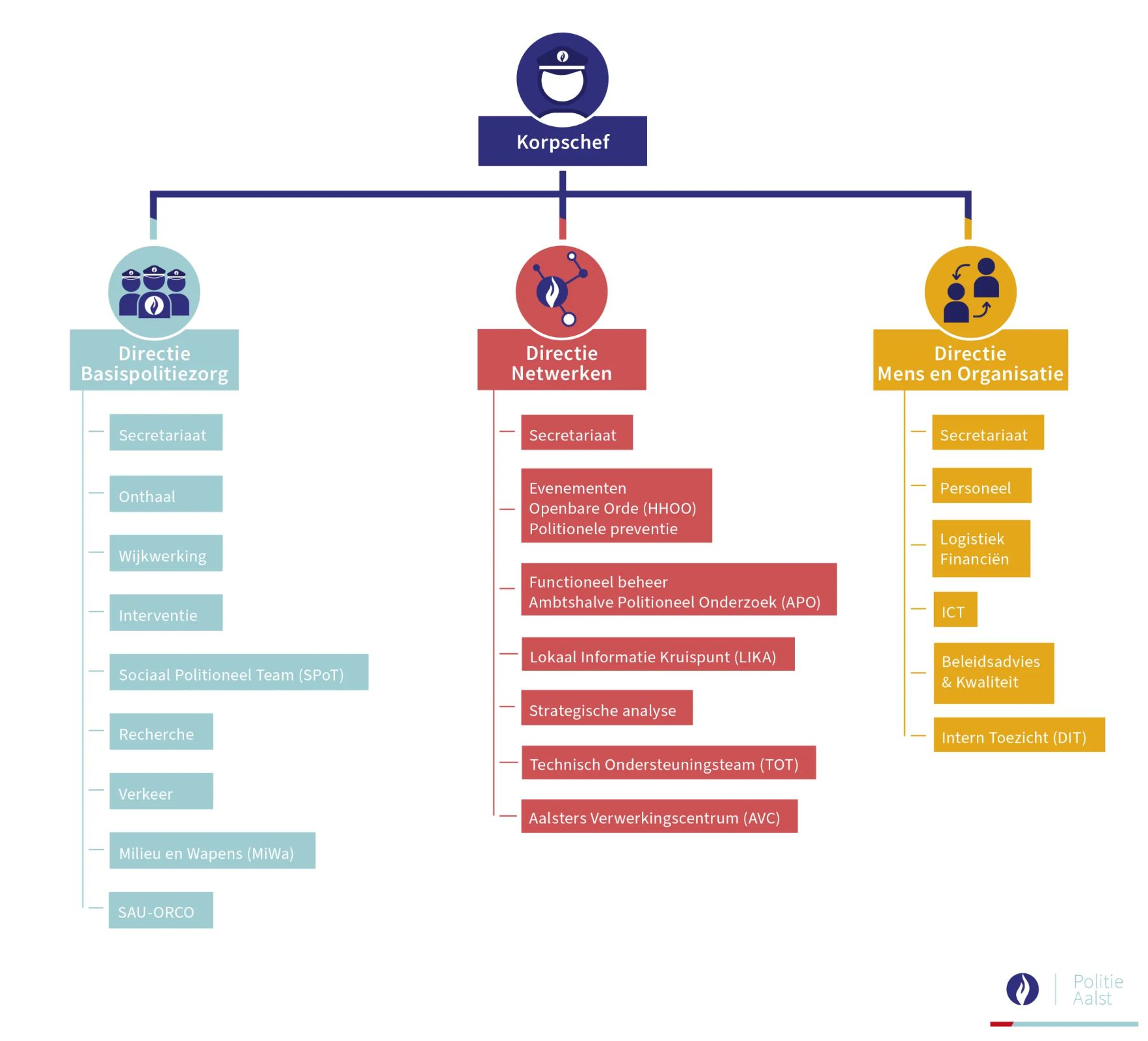
Organogram Lokale Politie Aalst

De taak van de Lokale Politie is het verzekeren van de basispolitiezorg op het lokale niveau, georganiseerd in zeven basisfuncties:
- Wijkwerking
- Onthaal
- Interventie
- Slachtofferbejegening
- Lokale recherche
- Handhaving openbare orde
- Verkeer

### Korpschef
Het politiekorps staat onder leiding van de korpschef, eerste hoofdcommissaris Jürgen Dhaene. 
Sinds 01/01/2016 is hij aangesteld door de koning als korpschef van Politie Aalst. De aanstelling van een korpschef geldt telkens voor 5 jaar. Ondertussen is Jürgen Dhaene al toe aan zijn tweede mandaattermijn, die loopt tot 31/12/2025. 
Hij is verantwoordelijk voor de uitvoering van het lokaal politiebeleid, en meer bepaald voor de uitvoering van het Zonaal Veiligheidsplan. Hij staat ook in voor de leiding, de organisatie en de verdeling van de taken binnen het korps.

### Beleids- en adviesorganen
Als politiezone kan je niet zomaar zelf alle beslissingen nemen, overleg met de verschillende bestuursorganen is essentieel.

### College van burgemeester en schepenen
Aalst is een ééngemeentezone, dat wil zeggen dat het politiekorps actief is in één gemeente en niet op het grondgebied van verschillende gemeenten, zoals in een meergemeentezone. Vandaar dat er geen apart politiecollege noch politieraad is. Het college van burgemeester en schepenen en de gemeenteraad hebben deze bevoegdheden. 
Wekelijks beraadslaagt het college van burgemeester en schepenen over de werking van de lokale politie en buigt zich dan onder meer over de initiatieven die de politie overweegt te nemen. Het college spreekt zich verder ook uit over de aankoop van materialen en de inzet van middelen (uitgaven). 

### Gemeenteraad
Enkel de zittingen van de gemeenteraad zijn openbaar en kunnen bijgewoond worden door het publiek. Er gaan jaarlijks elf zittingen van de gemeenteraad door. De zittingen hebben telkens plaats de laatste dinsdag van de maand in de gemeenteraadszaal te Aalst om 20 uur. De gemeenteraad wordt voorafgegaan door een vragenuur dat aanvangt om 19 uur. De gemeenteraad oefent de bevoegdheden uit inzake de organisatie en het beheer van het lokale politiekorps. Dit betekent vooral de vaststelling van de begroting en de rekeningen, belangrijke investeringsdossiers en de aanwerving, bevordering en het ontslag van de personeelsleden. De gemeenteraad is eveneens bevoegd voor het uitvaardigen van politieverordeningen.

### Zonale veiligheidsraad
In elke politiezone is een zonale veiligheidsraad actief. Binnen deze zonale veiligheidsraad wordt een systematisch overleg georganiseerd tussen de burgemeester (bestuurlijke overheid), de procureur des Konings (gerechtelijke overheid), de korpschef van Politie Aalst en de bestuurlijk directeur-coördinator van de Coördinatie- en Steundirectie Oost-Vlaanderen of zijn afgevaardigde.
De opdrachten van de zonale veiligheidsraad zijn de volgende:
De bespreking en voorbereiding van het Zonaal Veiligheidsplan;
Het evalueren van de uitvoering van het Zonaal Veiligheidsplan;
Coördineren van de opdrachten van de administratieve/bestuurlijke en gerechtelijke politie.
De leden van de zonale veiligheidsraad in Aalst:
De vaste leden:
De heer Christoph D'Haese, burgemeester te Aalst en tevens voorzitter;
De heer Geert Merchiers, procureur des Konings parket Oost-Vlaanderen;
De heer Jürgen Dhaene, korpschef Lokale Politie Aalst;
De heer Rudi Vervaet, bestuurlijk directeur-coördinator CSD Oost-Vlaanderen.
De toegevoegde leden:
De heer Luc Cap, gerechtelijk directeur FGP Oost-Vlaanderen;
De heer Bart Van den Branden, afdelingsprocureur parket Oost-Vlaanderen/Afdeling Dendermonde;
Mevrouw Marianne Bovyn, zonemagistraat parket Oost-Vlaanderen/Afdeling Dendermonde.
Er kunnen steeds deskundigen worden uitgenodigd om deel te nemen aan de vergaderingen van de zonale veiligheidsraad. De zonale veiligheidsraad wordt ten minste één keer per jaar bijeengeroepen op initiatief van de voorzitter.